# 오피스 스페이스
오피스 스페이스는 1999년의 미국의 코미디 영화로 마이크 저지(Mike Judge)가 극본과 디렉터를 맡았다. 1990년 대의 일반적인 소프트웨서 회사에서의 삶을 풍자하는데 자신의 직장과 일에 신물이 난 몇명의 주인공에 초점이 맞춰진다. 평범한 IT 직종 근무자들의 삶을 동정의 시각에서 그려내 IT 직종 근무자들로부터 굉장한 인기를 얻었으며 사무직 근무자들과 화이트 칼라들의 삶 또한 보여준다. 미국 텍사스의 달라스와 오스틴을 배경으로 만들어졌다.

## 출연

### 주연
- 론 리빙스턴
- 제니퍼 애니스톤
- 스티븐 루트
- 게리 콜
- 존 C. 맥긴리
- 데이빗 허만
- 아제이 나이두

### 조연
- 다이드리흐 바더
- 마이클 맥쉐인
- 리차드 리엘
- 알렉산드라 웬트워스

## 기타
- 미술: 에드워드 T. 맥어보이
- 의상: 멜린다 에쉘먼
- 배역: 낸시 클로퍼

## 같이 보기
- 마이크 저지